# 投票悖论
投票悖论或孔多塞悖论（Condorcet paradox）是一个由法國學者尼古拉·德·孔多塞在18世纪晚期提出的一个悖论。在这个假想情况中，集体倾向可以是循环性的，即使个人的倾向不是。

## 示例
假设甲乙丙三人，面对ABC三个备选方案，有如以下的偏好排序：
| 投票人 | 第一偏好 | 第二偏好 | 第三偏好 |
| ------ | -------- | -------- | -------- |
| 甲     | A        | B        | C        |
| 乙     | B        | C        | A        |
| 丙     | C        | A        | B        |

无论投票结果是什么，都会有至少两人认可的更优方案存在。
如果投票结果是A，则乙和丙都认为C比A更好。当结果是C时，甲和乙都认为B比C好。无论结果如何，多数人都会倾向于另一套方案。